# Mansabá
Mansabá ist eine Kleinstadt in Guinea-Bissau mit 5061 Einwohnern (Stand 2009), überwiegend Balanta.
Der Ort ist Sitz des gleichnamigen Verwaltungssektors mit einer Fläche von 1387 km² und 43.725 Einwohnern (Stand 2009).

## Sport
Wichtigster Sportverein im Sektor ist der Fußballklub Associação Desportiva e Recreativa de Mansabá. Der ADR Mansabá oder auch Desportivo Mansabá genannte Klub spielt nicht in der obersten guinea-bissauischen Liga, er tritt momentan in der Gruppe A (Série A) der zweiten Liga an (Stand 2018).
Einmal wurde der Verein Landesmeister (1996), zweimal konnte der Verein den Landespokal Taça Nacional da Guiné-Bissau gewinnen, 2001 und 2011.
Der ADR Mansabá empfängt seine Gäste im städtischen Estádio Municipal Mansabá, das Stadion fasst 500 Zuschauer.

## Städtepartnerschaft
- : Albergaria-a-Velha[7]